# Ahmed Gaafar Abdelkarim
Ahmed Gaafar Abdelkarim (* 1948 oder 1949) ist ein sudanesischer Diplomat.

## Leben
Er studierte zunächst an der Universität Khartum und dann von 1970 bis 1975 Rechtswissenschaften in der DDR an der Universität Leipzig. In dieser Zeit lernte er auch Deutsch am Herder-Institut. Er trat in den diplomatischen Dienst des Sudan ein und war an den sudanesischen Botschaften in der Bundesrepublik Deutschland in Bonn, in Kenia und im saudi-arabischen Dschidda tätig. Es folgte eine Tätigkeit als sudanesischer Generalkonsul in Kairo. Etwa 2000 wurde er Botschafter in Deutschland, das Amt hatte er über mehrere Jahre inne.